# Gannay-sur-Loire

Gannay-sur-Loire este o comună în departamentul Allier din centrul Franței. În 1 ianuarie 2022 avea o populație de 394 de locuitori.